# 1432
- Wikisource

| Calendário gregoriano                                                        | 1432 MCDXXXII                                         |
| Ab urbe condita                                                              | 2185                                                  |
| Calendário arménio                                                           | 881 – 882                                             |
| Calendário bahá'í                                                            | -412 – -411                                           |
| Calendário budista                                                           | 1976                                                  |
| Calendário chinês                                                            | 4128 – 4129 Início a 1 de fevereiro (aproximadamente) |
| Calendário copta                                                             | 1148 – 1149                                           |
| Calendário etíope                                                            | 1424 – 1425                                           |
| Calendários hindus - Vikram Samvat - Calendário nacional indiano - Cáli Iuga | 1487 – 1488 1353 – 1354 4532 – 4533                   |
| Calendário Holoceno                                                          | 11432                                                 |
| Calendário islâmico                                                          | 835 – 836                                             |
| Calendário judaico                                                           | 5192 – 5193                                           |
| Calendário persa                                                             | 810 – 811                                             |
| Calendário rúnico                                                            | 1682                                                  |
| Calendário solar tailandês                                                   | 1975                                                  |

1432 (MCDXXXII, na numeração romana) foi um ano bissexto do século XV do Calendário Juliano, da Era de Cristo, e as suas letras dominicais foram  F e E (52 semanas), teve início a uma terça-feira e terminou a uma quarta-feira.
| Ano completo                          |
| ------------------------------------- |
| Ano bissexto com início à terça-feira |

## Eventos
- 1 de janeiro — Iúçufe IV (Abenalmao) entra em Granada, depondo Maomé IX do trono nacérida.
- 27 de janeiro
  - Iúçufe IV é proclamado o 14.º Reino Nacérida de Granada. Será deposto no fim de abril de 1432.
  - É rectificado o Tratado de paz de Medina del Campo entre o Reino de Castela e o Reino de Portugal.
- Abril — Maomé IX recupera o trono de Granada, iniciando o seu terceiro reinado, que durará até 1445.
- 7 das 9 ilhas do Arquipélago dos Açores são achadas por Gonçalo Velho Cabral, seu escudeiro. Por ordem do Infante D. Henrique, dá-se desembarque na ilha de Santa Maria da expedição de Gonçalo Velho, fazendo-se o lançamento de ovelhas nesta ilha e depois também na de ilha de São Miguel, como preparação para o povoamento.
- O Condado da Holanda e o condado de Hainault são anexados ao Ducado da Borgonha por Filipe III, Duque da Borgonha

## Nascimentos
- 15 de janeiro — Afonso V, o Africano, rei de Portugal  (m. 1481).
- 1 de março — Isabel de Avis, rainha consorte de Afonso V de Portugal  (m. 1455).
- 30 de março — Maomé II, o Conquistador, o Conquistador, sultão otomano em duas ocasiões a partir de 1444; conquistador de Constantinopla e primeiro califa otomano  (m. 1481).
- 25 de julho — Papa Inocêncio VIII  (m. 1492).
- Cristina Abrahamsdotter — nobre finlandesa  (m. 1495), amante e consorte de Carlos VIII da Suécia.
- Diogo de Azambuja, fidalgo português  (m. 1518).

## Mortes
- Abril — Segundo algumas fontes, Iúçufe IV, 14.º Reino Nacérida de Granada é executado após ser deposto por Maomé IX.
- 14 de novembro — Ana da Borgonha  (n. 1404), filha de João de Lancaster, Duque de Bedford e esposa de João, Duque da Borgonha.
- Januário de Lusignan, rei do Chipre de 1398 até à sua morte  (n. 1375).